# María Adelaida de Braganza
María Adelaida de Braganza (San Juan de Luz, 31 de enero de 1912-Lisboa, 24 de febrero de 2012) fue una aristócrata portuguesa, hija del duque de Braganza y heredero al trono portugués Miguel Januario de Braganza.

## Biografía
Infanta Maria Adelaide nació en San Juan de Luz (Francia). Sus padrinos era el Rey Manuel II, el último rey de Portugal (depuesto en 1910), y su madre Reina Amelia. Estudió en el Sacre Coeur College de Riedenburg (Alemania). Se casó en Viena el 13 de octubre de 1945 con el Dr. Nicolaas van Uden (Venlo, 5 de marzo de 1921-Lisboa, 5 de febrero de 1991) un holandés que se nacionalizó portugués en 1975. Hijo de Adrian van Uden (Gerwen, 7 de mayo de 1893 – 24 de diciembre de 1959) y su mujer Cornelia Antonia Baaijeens (Gorinchem, 7 de septiembre de 1897-15 de junio de 1979), hija de Nicolaas Baaijeens y su mujer Helena Dam, Nicolaas van Uden fue un bioquímico médico y una autoridad en el campo del desarrollo de levaduras.
La infanta María Adelaida vivió en Viena, Austria, trabajando como enfermera y asistente social. Durante la Segunda Guerra Mundial, cuando se producían los bombardeos, viajaban por la noche para ayudar a los heridos. Formó parte de la resistencia austríaca y la Gestapo la condenó a muerte. El Presidente del Consejo, António de Oliveira Salazar negociaron con los alemanes, arguyendo que la infanta Maria Adelaide era una heredera de la realeza portuguesa. Esta intervención de la diplomacia portuguesa resultó en la liberación y su deportación inmediata, después de lo cual se estableció en Suiza. Fue allí donde su hermano ̊Duarte Nuno, duque de Braganza vivió con su esposa Francisca. Después de la guerra, la familia finalmente regresó a Austria.
En 1949, Maria Adelaide se estableció en Portugal. Mientras tanto, su marido se graduó en medicina en la Universidad de Viena y se especializó en las enfermedades de la piel. Pero cuando el Dr. Nicolaas van Uden llegó a Portugal sus cualificaciones no era reconocidas en Portugal por lo que no pudo hacer sus prácticas en medicina. Como no había otra solución, fue a trabajar para un pequeño laboratorio de investigación en la Facultad de Ciencias y permaneció allí durante varios años, hasta que surgió la oportunidad de trabajar en asociación con la Fundación Calouste Gulbenkian. Debido a tal colaboración, el Instituto Gulbenkian de Ciência| Gulbenkian Science Institute]] nació y promueve la investigación científica en diversas áreas desde la década de 1950 hasta la fecha.
La familia van Uden en un principio se estableció en Quinta do Carmo, en Almada. La infanta María Adelaida comenzó a trabajar como asistente social en algunas iniciativas, porque esa área de Trafaria en Monte da Caparica, era muy pobre. Desarrolló una carrera intensa, especialmente en el área donde los niños recién nacidos pobres o huérfanos eran recogidos y luego llevados a la Fundación D. Nunes Alvares Pereira, de la cual fue Presidenta.
Su sobrino Eduardo Pío de Braganza, es el presente cabeza de familia de la Casa de Braganza y, por lo tanto, un pretendiente al antiguo trono portugués. Ella fue la más longeva Infanta de Portugal, y la última nieta que sobrevivió a Miguel I de Portugal y la última bisnieta de Juan VI de Portugal.

## Matrimonio y descendencia
María Adelaida y Nicolaas van Uden tuvieron seis hijos:
- Adriano Sérgio de Bragança van Uden (9 de abril de 1946) - casado con Maria de Jesus de Saldanha de Sousa e Menezes
- Nuno Miguel de Bragança van Uden (2 de septiembre de 1947) - casado con Maria do Rosário Cayolla Bonneville
- Francisco Xavier Damiano de Bragança van Uden (8 de septiembre de 1949) - casado con Maria Teresa Henriques Gil
- Filipa Teodora de Bragança van Uden (22 de junio de 1951) - casada con António Manuel d'Atouguia da Rocha Fontes
- Miguel Inácio de Bragança van Uden (31 de julio de 1953) - casado con Maria do Carmo Leão Ponce Dentinho
- Maria Teresa de Bragança van Uden (24 de junio de 1956) - casada con João Ricardo da Câmara Chaves